# Kevin Brownlow
Kevin Brownlow (Crowborough, Sussex, Inglaterra, 2 de Junho de 1938) é um cineasta, documentarista, editor, diretor de fotografia e historiador do cinema. É mais conhecido por seu trabalho documentando a história do cinema mudo. Brownlow tornou-se interessado nesse período do cinema aos 11 anos de idade. Seu interesse cresceu durante a carreira, documentando e restaurando filmes. Resgatou diversos filmes mudos e sua história. Recebeu o Oscar Honorário por sua obra no Governors Awards em 13 de novembro de 2010.

## Filmografia

### Diretor
- I'm King Kong!: The Exploits of Merian C. Cooper (2005)
- Garbo (2005)
- So Funny It Hurt: Buster Keaton & MGM (2004) (TV)
- Cecil B. DeMille: American Epic (2004) (TV)
- The Tramp and the Dictator (2002) (V)
- Lon Chaney: A Thousand Faces (2000) (TV)
- Terror Universal (1998) (TV)
- … ou "Universal Horror" - UK (título original)
- "Cinema Europe: The Other Hollywood" (5 episódios, 1995)
  - - End of an Era (1995) episódio de TV
  - - Opportunity Lost (1995) episódio de TV
  - - The Music of Light (1995) episódio de TV
  - - The Unchained Camera (1995) episódio de TV
  - - Where It All Began (1995) episódio de TV
- The Four Horsemen of the Apocalypse (1921) (versão restaurada) (1993 versão alternativa)
- D.W. Griffith: Father of Film (1993)
- "Buster Keaton: A Hard Act to Follow" (1987) Seriado de TV (episódios desconhecidos)
- "O Chaplin que Ninguém Viu" (1983) TV mini-series (sem créditos)
- … ou "Unknown Chaplin" - UK (título original)
- Millay at Steepletop (1983)
- "Hollywood" (3 episódios, 1980)
  - - Star Treatment (1980) episódio de TV
  - - Trick of the Light (1980) episódio de TV
  - - Autocrats (1980) episódio de TV
- Winstanley (1975)
- Abel Gance: The Charm of Dynamite (1968)
- It Happened Here (1965)
- Nine, Dalmuir West (1962)

### Produtor
- "Cinema Europe: The Other Hollywood" (produtor) (5 episódios, 1995)
  - - End of an Era (1995) episódio de TV (produtor)
  - - Opportunity Lost (1995) episódio de TV (produtor)
  - - The Music of Light (1995) episódio de TV (produtor)<
  - - The Unchained Camera (1995) episódio de TV (produtor)
  - - Where It All Began (1995) episódio de TV (produtor)
- The Four Horsemen of the Apocalypse (1921) (produtor) (1993 versão alternativa)
- D.W. Griffith: Father of Film (1993) (produtor)
- Sogra Fantasma (1924) (produtor) (1992 versão alternativa)
- … ou "Hot Water" - USA (título original)
- … ou "A Sogra Fantasma" - Portugal (versão original legendada)
- Speedy (1928) (produtor) (1992 versão alternativa)
- The Kid Brother (1927) (produtor) (1990 versão alternativa)
- O Homem Mosca (1923) (produtor) (1990 versão alternativa)
- … ou "Safety Last!" - USA (título original)
- "American Masters" (produtor) (1 episódio, 1989)
  - - Harold Lloyd: The Third Genius (1989) episódio de TV (produtor)
- O Demónio e a Carne (1926) (produtor de vídeo) (1988 versão sonorizaada)
- … ou "Flesh and the Devil" - USA (título original)
- Ben-Hur: A Tale of the Christ (1925) (produtor) (1987 versão restaurada)
- "Buster Keaton: A Hard Act to Follow" (1987) Seriado de TV (produtor) (episódios desconhecidos)
- O Príncipe Estudante (1927) (produtor) (1986 versão alternativa)
- … ou "The Student Prince in Old Heidelberg" - USA (título original)
- "O Chaplin que Ninguém Viu" (1983) TV mini-series (produtor)
- … ou "Unknown Chaplin" - UK (título original)
- "Hollywood" (produtor) (3 episódios, 1980)
  - - Star Treatment (1980) episódio de TV (produtor)
  - - Trick of the Light (1980) episódio de TV (produtor)
  - - Autocrats (1980) episódio de TV (produtor)
- Winstanley (1975) (produtor)
- It Happened Here (1965) (produtor)
- The Blot (1921) (produtor) (versão restaurada)

### Roteirista
- Garbo (2005) (escritor)
- The Tramp and the Dictator (2002) (V) (narração)
- D.W. Griffith: Father of Film (1993) (escritor)
- "American Masters" (1 episódio, 1989)
  - - Harold Lloyd: The Third Genius (1989) episódio de TV (escrito por)
- "Buster Keaton: A Hard Act to Follow" (1987) Seriado de TV (episódios desconhecidos)
- "O Chaplin que Ninguém Viu" (1983) TV mini-series (escrito por)
- … ou "Unknown Chaplin" - UK (título original)
- "Hollywood" (3 episódios, 1980)
  - - Star Treatment (1980) episódio de TV (escritor)
  - - Trick of the Light (1980) episódio de TV (escrito por)
  - - Autocrats (1980) episódio de TV (escrito por)
- Winstanley (1975) (escritor)
- Abel Gance: The Charm of Dynamite (1968) (escritor)
- It Happened Here (1965) (estória e roteiro)

### Editor
- Lon Chaney: A Thousand Faces (2000) (TV)
- Terror Universal (1998) (TV)
- … ou "Universal Horror" - UK (título original)
- No Surrender (1985)
- The Charge of the Light Brigade (1968)
- Abel Gance: The Charm of Dynamite (1968)
- The White Bus (1967)
- It Happened Here (1965)
- I Think They Call Him John (1964)
- Nine, Dalmuir West (1962)

### Diretor de fotografia
- Millay at Steepletop (1983)
- It Happened Here (1965)
- Nine, Dalmuir West (1962)

### Ator
- The Chronoscope (2009)

### Várias equipes
- A Sense of Carol Reed (2006) (V)
- I'm King Kong!: The Exploits of Merian C. Cooper (2005) (audio interviews)
- "The American Experience" (senior creative consultant) (1 episódio, 2005)
  - - Mary Pickford (2005) episódio de TV (Consultor criativo sênior)
- The Cutting Edge: The Magic of Movie Editing (2004) (arquivo fotográfico) (Consultor acadêmico)
- Chaplin Today: The Kid (2003) (TV) (Consultor histórico)
- And Starring Pancho Villa as Himself (2003) (TV) (Consultor histórico)
- Chaplin Today: Modern Times (2003) (TV) (Consultor histórico)
- Chaplin Today: The Gold Rush (2003) (TV) (archive source) (Consultor histórico)
- Chaplin Today: O Circo (2003) (TV) (Consultor histórico)
- … ou "Chaplin Today: The Circus" - França (título original)
- Chaplin Today: A Woman of Paris (2003) (TV) (archive source) (Consultor histórico)
- Chaplin Today: City Lights (2003) (TV) (Consultor histórico)
- Chaplin Today: Monsieur Verdoux (2003) (TV) (Consultor histórico)
- Chaplin Today: A King in New York (2003) (TV) (Consultor histórico)
- "Timewatch" (1982) Seriado de TV (consultor historiador) (episódios desconhecidos, 2002)
- Chaplin Today: Limelight (2002) (TV) (Consultor histórico)
- Lon Chaney: A Thousand Faces (2000) (TV) (fontes: filmes)
- The Making of 'The Bridge on the River Kwai' (2000) (V) (Consultor de projeto)
- Louise Brooks: Looking for Lulu (1998) (film and photo source)
- Die Macht der Bilder: Leni Riefenstahl (1993) (film-historical advisor)
- "American Masters" (source: filme) (1 episódio, 1989)
  - - Harold Lloyd: The Third Genius (1989) episódio de TV (source: filme)
- Luzes da Cidade (1931) (Supervisionado por) (1988 recording of Chaplin's score)
- … ou "City Lights" - USA (título original)
- … ou "Luzes na Cidade" - Portugal
- Napoléon (1927) (restauração) (1981 relançamento)
- … ou "Napoléon" - França (título original)
- "Hollywood" (Fonte fotográfica) (1 episódio, 1980)
  - - Hollywood Goes to War (1980) episódio de TV (Fonte fotográfica)